# Повстання Косинського
Повстання Косинського (1591—1593) — козацьке повстання під проводом Криштофа Косинського.

## Загальний опис
Перший великий збройний виступ козацтва проти магнатів Острозьких. Причинами повстання стали заборони й обмеження нереєстрового козацтва, накладені урядовою ухвалою «Порядок щодо низовиків та України» 1590 року, неспроможність влади контролювати виконання цієї ухвали, а також затримки платні реєстровцям. 
Приводом до виступу стала майнова суперечка між Криштофом Косинським і білоцерківським старостою, князем Янушем Острозьким. Впродовж 1592 року повстання охопило Київщину, Брацлавщину, Поділля і Волинь. 2 лютого 1593 року його придушили сили руських князів Острозьких і Вишневецьких у битві під П'яткою. Після поразки Косинський спробував знову підняти козаків на боротьбу і навесні 1593 року обложив резиденцію Олександра Вишневецького в Черкасах. Проте в одному з боїв козацький отаман загинув і його війська відступили. Влітку козаки повторили напад на Черкаси, який закінчився угодою із Вишневецьким. Ця угода денонсувала положення урядової ухвали 1590 року й надавала амністію учасникам повстання. Центральна влада Речі Посполитої дала мовчазну згоду на цю угоду, сподіваючись на участь козацтва в П'ятнадцятирічній війні (1593—1606) проти османів.
Невдовзі спалахнуло нове повстання 1594 —1596 років, яке очолив Северин Наливайко. Він походив із Гусятина, у молоді роки перебував на Запоріжжі, брав участь у морських і сухопутних походах запорожців проти османів і татар. Згодом, як сотник надвірної хоругви, служив у князя Костянтина Острозького. Але після битви під П'яткою покинув службу, очолив козацький відділ, що діяв проти османів на нижньому Дністрі.

## Хід повстання
Повстання почалося виступом у грудні 1591 р. загону реєстрових козаків, що їх очолював гетьман Криштоф Косинський. Христофор (Криштоф) Косинський, готуючись до нападу на маєтності Острозьких, сказав, що староста Міхал (Михайло) Язловецький не поспішав виплатити козакам належну платню. Міхал Язловецький на чолі королівських комісарів вислав із табору під Фастовом заклик до повстанців видати К. Косинського, але був змушений погодитись віддати посаду зверхника іншому. Вони напали на м. Білу Церкву — резиденцію білоцерківського старости князя Януша Острозького, що захопив маєток К. Косинського в Рокитному. 
В 1592 р. повстанці вчинили багато нападів на маєтки шляхти, міста й містечка, оволоділи Трипіллям та Переяславом, захопили в київському замку гармати, порох і військове спорядження. В кінці 1592 — на початку 1593 р. значний повстанський загін з кількох тисяч осіб на чолі з К. Косинським виступив на Волинь. До нього приєднувались окремі повстанські загони, стікалися селяни, міська біднота і невдоволена своїм становищем дрібна службова шляхта. Повстання загалом мало стихійний характер. Багато повстанських загонів діяло незалежно від головного повстанського війська. З допомогою короля Речі Посполитої й місцевих магнатів проти повстанців було мобілізовано значні військові сили української та польської шляхти під командуванням найбільшого українського магната, київського воєводи Костянтина Острозького, які зосередилися під м. Костянтиновом (нині Старокостянтинів Хмельницької області). У перших боях зі шляхетським військом повстанці на чолі з К. Косинським мали успіх, але 23.І (2.ІІ.) 1593 р. під П'яткою (нині село Чуднівського району Житомирської області) зазнали поразки. К. Косинський від імені козацтва змушений був підписати угоду з К. Острозьким 10 лютого, за якою козаки підкорялися королю. Однак, відступивши з козацькими загонами на Запорізьку Січ, К. Косинський почав готуватися до нового виступу і звернувся до московського уряду з проханням прийняти його із запорізьким військом під владу Московського царства.
У травні 1593 р. 2-тисячний загін козаків рушив із Запоріжжя під Черкаси. Тут його розбив черкаський староста князь Олександр Вишневецький. Косинський загинув. Проте незабаром в Україні вибухнуло повстання Наливайка 1594—1596 років.